# Bosco Boscat
Bosco Boscat este o arie protejată (arie specială de conservare — SAC, sit de importanță comunitară — SCI) din Italia întinsă pe o suprafață de 72 ha, integral pe uscat.

## Localizare
Centrul sitului Bosco Boscat este situat la coordonatele 45°49′57″N 13°09′58″E / 45.8325°N 13.1661°E.

## Înființare
Situl Bosco Boscat a fost declarat sit de importanță comunitară în septembrie 1995 pentru a proteja 22 de specii de animale. Situl a fost protejat și ca arie specială de conservare în octombrie 2013.

## Biodiversitate
Situată în ecoregiunea continentală, aria protejată conține 4 habitate naturale: Mlaștini calcaroase cu Cladium mariscus și specii de Caricion davallianae, Lacuri eutrofice naturale cu vegetație de tip Magnopotamion sau Hydrocharition, Păduri ilirice de stejar și carpen (Erythronio-Carpinion), Galerii de Salix alba și de Populus alba.
La baza desemnării sitului se află mai multe specii protejate:
- păsări (14): uliu păsărar (Accipiter nisus), pescăruș albastru (Alcedo atthis), egretă mare (Ardea alba), ciuf-de-pădure (Asio otus), buhai de baltă (Botaurus stellaris), șorecarul comun (Buteo buteo), ciocănitoare neagră (Dryocopus martius), egretă mică (Egretta garzetta), șoimul rândunelelor (Falco subbuteo), stârc pitic (Ixobrychus minutus), sfrâncioc roșiatic (Lanius collurio), pescăruș-cu-cap-negru (Larus melanocephalus), gaia neagră (Milvus migrans), viespar (Pernis apivorus)
- amfibieni (3): izvoraș-cu-burta-galbenă (Bombina variegata), Rana latastei, Triturus carnifex
- nevertebrate (4): Austropotamobius pallipes, Coenonympha oedippus, rădașcă (Lucanus cervus), fluturele purpuriu (Lycaena dispar)
- reptile (1): țestoasa de baltă (Emys orbicularis)

Pe lângă speciile protejate, pe teritoriul sitului au mai fost identificate 3 specii de amfibieni, 4 specii de mamifere, 4 specii de nevertebrate, 1 specie de pești, 7 specii de reptile.